# Ben W. Heineman
Benjamin Walter Heineman (*  10. Februar 1914 in Wausau, Wisconsin; † 5. August 2012 in Waukesha, Wisconsin) war ein amerikanischer Eisenbahnmanager und Jurist.

## Leben
Ben W. Heineman wurde als Sohn des aus Deutschland stammenden Ehepaars Walter Ben und Elsie Brunswick geboren.
Er hatte die Absicht, nach dem Besuch öffentlicher Schulen ein Studium an der Yale University aufzunehmen. 1930 verlor sein Vater infolge des Börsencrashs in der Weltwirtschaftskrise alles Vermögen und nahm sich das Leben. Heineman studierte deshalb, auf Grund der mangelnden finanziellen Unterstützung, von 1930 bis 1933 an der University of Michigan. Anschließend wechselte auf die Northwestern University Law School, wo er ein Jahr eher als üblich eingeschrieben wurde. Er schloss sein Studium als einer der Klassenbesten und als Redakteur der Law Review ab. Anschließend arbeitete er in verschiedenen Rechtsanwaltsbüros in Chicago, bevor er seine eigene Kanzlei, Swiren & Heineman gründete.
Während des Zweiten Weltkrieges arbeitete er in Washington im Office of Price Administration und später in Nordafrika im Auftrag des State Departements als Rechtsberater und Assistant Director im North African Economic Board und als Assistent des amerikanischen Botschafters bei der Regierung des Freien Frankreichs.
1951 wurde er vom Gouverneur von Illinois Adlai Ewing Stevenson beauftragt, organisierte Kriminalität im Bereich der Tabaksteuer aufzuklären. Im folgenden Jahr war er gemeinsam mit Arthur M. Schlesinger Redenschreiber für die Präsidentschaftskampagne von Stevenson.
Im Mai 1954 leitete er eine Gruppe von Aktionären bei ihrem Versuch die Kontrolle über die Minneapolis and St. Louis Railway zu gewinnen. Das Vorhaben gelang und Ben Heineman wurde zum Chairman of the Board der Eisenbahngesellschaft ernannt.
1956 wurde er Chairman of the Board der Chicago and North Western Railway, abermals nach einem Proxy Fight. Während seiner Zeit vollzog er in kürzester Zeit den Traktionswechsel von Dampf zu Diesel. Zur Verbesserung des Services bei Vor-Ort-Zügen führte er Doppelstockwagen ein. Während seiner Amtszeit wurden mit dem Transport von Containern und LKW-Aufliegern begonnen. Er verhandelte mit Gewerkschaften über die Reduzierung der Stellen, verringerte die ungenutzten Gleis- und sonstigen Anlagen. So gelang es ihm, dass die Gesellschaft die zu Beginn seiner Tätigkeit einen Verlust von 5,5 Millionen Dollar machte, 1964 einen Gewinn von 23,2 Millionen Dollar ausweisen konnte. Neben den Investitionen in die Eisenbahn setzte Heineman verstärkt auf eine Diversifizierung und stieg in andere Geschäftszweige (Stahl, Chemie, Bekleidung) ein. Als Konsequenz daraus, wurde 1968 die Holdinggesellschaft Northwest Industries gegründet. Nach der Fusion der Gesellschaft mit der Philadelphia and Reading Corporation, war Heinemann zwei Jahre Präsident neben dem Chairman Howard A. Newman. 1972 wurde schließlich durch die Northwest Industries die Bahngesellschaft an die Arbeitnehmer verkauft. Ben Heineman war noch bis zur Übernahme der Northwest Industries durch Farley Industries 1985 Chairman.
Während der Regierungszeit von Lyndon B. Johnson war er zeitweise als Berater tätig und außerdem wurden ihm verschiedene Kabinettsposten angeboten, die er jedoch stets ablehnte. 1966 leitete er die White House Conference on Civil Rights. Außerdem war er 1962 bis 1969 Leiter des Illinois Board of Higher Education und 1966 Leiter der Chicago Civil Rights Summit Conference. Daneben war er in Aufsichtsräten von karitativen, bildungs- und kunstorientierten Stiftungen tätig. 1975 wurde er in die American Academy of Arts and Sciences gewählt. 2002 stiftete er dem Corning Museum of Glass seine Sammlung von Glasstatuen.
2011 wurde er zum Mitglied der American Philosophical Society gewählt.
Mit seiner 2010 verstorbenen Frau Nathalie war er fast 75 Jahre verheiratet. Das Ehepaar hatte zwei Kinder. Er starb im Alter von 98 Jahren an den Folgen eines Schlaganfalles.